# Chance futsal liga 2013/2014
V soubojích 22. ročníku 1. české futsalové ligy 2013/14 (sponzorským názvem Chance futsal liga) se utkalo v základní části 12 týmů dvoukolovým systémem podzim - jaro. Do vyřazovací částí postoupilo prvních osm týmů v tabulce. Nováčky soutěže se staly týmy UFA Hradec Králové (vítěz 2. ligy – sk. Západ), FC Agromeli Lino Brno (vítěz 2. ligy – sk. Východ) a nově založený tým AC Sparta Praha, který odkoupil licenci na 1. ligu od pardubického Torfu. Vítězem základní části soutěže se stal tým FK ERA-PACK Chrudim. Sestupujícími se staly po skončení základní části týmy FC Agromeli Lino Brno a SK Indoss Plzeň. Vítězem soutěže se stal tým FK ERA-PACK Chrudim, který ve finále porazil tým FC Balticflora Teplice 3:0 na zápasy.

## Kluby podle krajů
- Praha (3): FC Benago Praha, SK Slavia Praha, AC Sparta Praha
- Středočeský (1): FK SAT-AN Kladno
- Plzeňský (1): SK Indoss Plzeň
- Ústecký (1): FC Balticflora Teplice
- Královéhradecký (1): UFA Hradec Králové
- Pardubický (2): FK ERA-PACK Chrudim, 1. FC Nejzbach Vysoké Mýto
- Jihomoravský (3): FC Agromeli Lino Brno, Helas Brno, FC Tango Brno

## Základní část
| Poř. | Tým                        | Z  | V  | R | P  | VG  | OG  | B  |
| ---- | -------------------------- | -- | -- | - | -- | --- | --- | -- |
| 1.   | FK ERA-PACK Chrudim        | 22 | 20 | 0 | 2  | 120 | 41  | 60 |
| 2.   | FC Balticflora Teplice     | 22 | 18 | 2 | 2  | 108 | 49  | 56 |
| 3.   | FC Tango Brno              | 22 | 16 | 2 | 4  | 138 | 62  | 50 |
| 4.   | FC Benago Praha            | 22 | 10 | 5 | 7  | 94  | 70  | 35 |
| 5.   | FK SAT-AN Kladno           | 22 | 10 | 3 | 9  | 63  | 68  | 33 |
| 6.   | Helas Brno                 | 22 | 10 | 2 | 10 | 68  | 68  | 32 |
| 7.   | AC Sparta Praha            | 22 | 9  | 4 | 9  | 84  | 73  | 31 |
| 8.   | SK Slavia Praha            | 22 | 10 | 1 | 11 | 84  | 97  | 31 |
| 9.   | 1. FC Nejzbach Vysoké Mýto | 22 | 7  | 1 | 14 | 65  | 92  | 22 |
| 10.  | UFA Hradec Králové         | 22 | 4  | 2 | 16 | 57  | 113 | 14 |
| 11.  | FC Agromeli Lino Brno      | 22 | 4  | 1 | 17 | 58  | 116 | 13 |
| 12.  | SK Indoss Plzeň            | 22 | 2  | 1 | 19 | 49  | 139 | 7  |

Poznámky
- Z = Odehrané zápasy; V = Vítězství; R = Remízy; P = Prohry; VG = Vstřelené góly; OG = Obdržené góly; B = Body

|  | Postup do vyřazovací části soutěže  |
|  | Sestup do příslušné skupiny 2. ligy |

## Vyřazovací část

### Čtvrtfinále
| Tým A                  | Výsledek série | Tým B            | Výsledky jednotlivých zápasů |
| ---------------------- | -------------- | ---------------- | ---------------------------- |
| FK ERA-PACK Chrudim    | 3:0            | SK Slavia Praha  | 7:0, 8:0, 6:4                |
| FC Balticflora Teplice | 3:0            | AC Sparta Praha  | 4:0, 3:2, 2:1                |
| FC Tango Brno          | 2:0            | Helas Brno       | 7:3, 2:2, 6:3                |
| FC Benago Praha        | 2:0            | FK SAT-AN Kladno | 6:3, 2:2, 4:1                |

### Semifinále
| Tým A                  | Výsledek série | Tým B           | Výsledky jednotlivých zápasů |
| ---------------------- | -------------- | --------------- | ---------------------------- |
| FK ERA-PACK Chrudim    | 2:0            | FC Benago Praha | 5:2, 3:3, 5:1                |
| FC Balticflora Teplice | 3:0            | FC Tango Brno   | 4:3, 4:2, 2:1                |

### Finále
| Tým A               | Výsledek série | Tým B                  | Výsledky jednotlivých zápasů |
| ------------------- | -------------- | ---------------------- | ---------------------------- |
| FK ERA-PACK Chrudim | 3:0            | FC Balticflora Teplice | 4:1, 4:2, 4:3                |

## Vítěz
| Chance futsal liga 2013/14 FK ERA-PACK Chrudim (10. titul) |